# Red Scare Industries
Red Scare Industries is een onafhankelijk platenlabel uit de Verenigde Staten. Het label is in 2004 opgericht door een voormalig werknemer van Fat Wreck Chords, Toby Jeg. Het label was in eerste instantie opgericht om de eerste ep (getiteld God Don't Make No Trash or Up Your Ass with Broken Glass) van The Falcon uit te geven, een project van The Lawrence Arms zanger Brendan Kelly. In een interview vertelde Jeg dat hij ook andere bands op het oog had, waaronder Enemy You. Het label richt zich vooral op punkmuziek.
Het label heeft tevens samengewerkt met artiesten die niet bij Red Scare spelen aan verschillende projecten, waaronder "Red Oktoberfest", een jaarlijks muziekfestival in Chicago waar vooral punkbands spelen. Hier hebben onder andere The Lawrence Arms, American Steel, en Off with Their Heads gespeeld. Het label heeft ook het album Untitled 21: A Juvenile Tribute to the Swingin' Utters uitgegeven, een tributealbum ter ere van Swingin' Utters.

## Bands

### Bands die bij Red Scare spelen
- The Bombpops
- Brendan Kelly
- The Brokedowns
- Bullets To Broadway
- The Copyrights
- Direct Hit!
- Druglords Of The Avenues
- Elway
- The Falcon
- The Heat Tape
- The Holy Mess
- The Isotopes
- Joe McMahon
- Nothington
- Reaganomics
- Sam Russo
- The Sidekicks
- Vultures United

### Bands die niet meer bij Red Scare spelen
- Cobra Skulls
- Enemy You
- La Plebe
- The Lillingtons
- Masked Intruder
- The Methadones
- The Menzingers
- The Riptides[3]
- Sicko
- Sundowner
- Teenage Bottlerocket